# Snow Ghosts (группа)
Snow Ghosts — это проект британского музыканта Росса Тоунза (Ross Tones) и вокалистки Ханны Картрайт (Hannah Cartwright). В конце 2014 года к проекту присоединился мультиинструменталист Оливер Ноулз (Oliver Knowles).  

## Биография участников
Ханна родилась в Арабских Эмиратах в городе Абу-Даби. Училась в Австралийском институте музыки. В данный момент работает в звукозаписывающей студии Extreme Music.
Росс Тоунз родился в Великобритании, работает музыкальным консультантом в Hear No Evil Productions.
На данный момент участники проекта живут в Лондоне.
Участники также имеют сольные проекты, Росс - диджей Throwing Snow, Ханна - вокалист и гитарист Masakichi, сольный электронный проект - AugustusGhost, вокалист- Tut tut Child.

## Биография Snow Ghosts
Впервые группа заявила о себе в 2011 году, когда 24 марта на youtube.com появился клип на песню "Lost At Sea" , который был спродюсирован Девидом Маршалом. В нем Ханна совершает прогулку по пустому лесу, и выходит к холодному морю, этот клип полон меланхоличности и смирения.
Песня вошла в дебютную пластинку "Lost At Sea EP", выпущенную на лейбле Black Acre. Диск вышел 28 марта 2011 и включает в себя 4 трека: And The Moon, Lost At Sea, Thrice, Where Wild Horses.
Долгое время, почти два года, о группе ничего не было слышно. Как оказалось позднее, Snow Ghosts записывали новую пластинку.
25 апреля 2013, на youtube звукозаписывающего лейбла Houndstooth появляется новый клип на песню "Murder Cries". Это видео очень быстро становится популярным из-за своего провокационного содержания. Здесь показана небольшая сцена из жизни африканской девушки "убийцы", которую хватают стражи, и ведут к "судье". В конце девушка остается свободна, т.к. убивает своих пленителей.
Очень интересна сама картинка в видео, для его создания использована технология, когда изображение человека или предмета смещается, как бы "дергается". Достигается этот эффект использованием двух камер, расположенных 20 - 30 см друг от друга. После съемки идет склеивание кадров один через один. Аналогичную технику можно увидеть, например, в клипе Bring Me The Horizon - Shadow Moses.
С появлением видео на песню "Murder Cries", стала известна дата выхода нового, полноценного альбома: 17 июня 2013 года. Пластинка была выпущена 8 июля 2013. Название пластинки: "A Small Murmuration Архивная копия от 2 апреля 2015 на Wayback Machine", в нем 10 песен.
Трек лист:
1 - The Hunted
2 - Murder Cries
3 - Secret Garden
4 - Covenant (feat. Blue Daisy)
5 - Gallows Strung
6 - Time Listens
7 - Untangle Me
8 - Ropery
9 - And The World Was Gone
10 - In The Deep.
29 сентября 2013 года был снят клип на песню And The World Was Gone Режиссёром стал Cassidy Burcher. В нем рассказывается печальная история девушки, прогулка которой по вечернему городу заканчивается для нее трагедией.
Snow Ghosts – And The World Was Gone
13 января 2014 года Ханна Картрайт в своем фейбук выложила фотографии и объявила о съемке нового клипа на песню Secret Garden.15 февраля 2014 года выходит клип на эту песню.
Snow Ghosts - Secret Garden Official Video Houndstooth
Весной 2014 года ребята должны были выступить на американском фестивале South By Southwest (SXSW). Они много раз писали о своем будущем выступлении на твиттере и фейсбуке. Но к сожалению, у группы возникли проблемы с визой в США, и их депортировали обратно в Великобританию. Они были очень расстроены. Но надеются на выступление на этом фестивале в следующем году (чего по настоящий момент не произошло).
В августе 2014 Росс в своем твиттере сообщает о том, что Snow Ghosts записывают свой новый альбом.
В ноябре появляется видео-тизер к альбому.
В декабре 2014 было объявлено, что в группе появится третий участник- его зовут Оливер (Oli Axel). Также была объявлена дата выхода альбом под названием "А Wrecking" - 16.02.2015. Трек-лист:
01 - A Wrecking (Part I)
02 - Held The Light
03 - Circles Out Of Salt
04 - Take A Life
05 - On Knives
06 - The Wreck
07 - The Fleet
08 - Lament
09 - Bowline
10 - Drought
11 - Angry Seas
12 - A Wrecking
4 февраля 2015 выходит первый сингл с нового альбома - Circles Out Of Salt и клип на него. Это был единственный клип с альбома с участницей Ханной, Росс в съемках не участвовал.
13 января 2016 выходит клип на песню The Hunted.
Песня была использована в первом официальном трейлере грядущего фильма - X-Men: Apocalypse.
19 февраля 2016 была представлена новая песня- Undertow, представленная на сборнике Tessellations.